# Jovan Jezerkić
Jovan Jezerkić (Beška, 6 settembre 1920 – Belgrado, luglio 2000) è stato un calciatore jugoslavo, di ruolo attaccante.

## Carriera

### Nazionale
Il suo debutto con la nazionale jugoslava risale al 22 giugno 1947 nella partita contro la Romania giocata a Bucarest dove andò anche a rete. La sua ultima partita con la nazionale risale al 19 ottobre dello stesso anno contro la Polonia a Belgrado nella quale segnò ben 4 reri.
Indossò la maglia della nazionale per un totale di quattro partite andando a rete cinque volte.

## Palmarès

### Club

#### Competizioni nazionali
- Campionato jugoslavo: 1

Stella Rossa: 1951
- Coppa di Jugoslavia: 4

Partizan: 1947
Stella Rossa: 1948, 1949, 1950